# Chłop (Pojezierze Myśliborskie)
Chłop – jezioro, położone w południowo-zachodniej części gminy Lipiany

## Etymologia nazwy
Pochodzenie nazwy Chłop nie jest znane, lecz jezioro ma drugą nieformalną nazwę - Bliźniak. Wywodzi się ona najprawdopodobniej od tego, jakoby jezioro miało tworzyć dwa zbiorniki, połączone ze sobą wąskim przesmykiem.

## Opis

### Położenie
Jezioro znajduje się w obrębie geodezyjnym wsi Mironów, w odległości około kilometra od głównych zabudowań tej wsi. Oprócz tego nieopodal jeziora znajdują się miejscowości takie jak: Przywodzie, które jest częścią Osetnej, Otanów i Sicienko, które jest częścią Derczewa. Południowym, zachodnim i północnym brzegiem jeziora przebiega granica gminy Lipiany, a co za tym idzie, powiatu pyrzyckiego. W bezpośrednim sąsiedztwie zbiornika znajdują się również jeziora: Grochacz, Mironowskie, Będzin, Celno i Derczewskie.

### Morfometria
Jezioro obejmuje powierzchnię ponad 3 km². W najdłuższym miejscu ma ono 4 km, a w najszerszym 1 km. Długość brzegu jeziora wynosi 17 km.

### Legenda
Z jeziorem związana jest pewna legenda, umieszczona poniżej:

Diabelska Grobla
Podanie głosi, że w dawnych wiekach owczarze panów pobliskiego Derczewa mieli prawo wypasu owiec na polach lipiańskich. Między polami lipiańskimi a Derczewem jest rozległe jezioro Chłop, które musieli od południa z trzodami obchodzić. Było to bardzo uciążliwe, tak że ze względu na długość drogi jak i kaprysy pogody. Marzyli więc o tym by zbudować most w miejscu gdzie jezioro jest węższe i przesmykiem łączy się z jeziorem Grochacz.
Pewnego dnia gdy owczarz jeden pędził swe stado na lipiańskie pola zerwała się okropna burza z piorunami i ulewnym deszczem. Pasterz przemoczony, zziębnięty i niemający się gdzie schronić, a również przerażony począł przeklinać i głośno wołać: "Swoją duszę oddam temu, kto groblę przez jezioro wybuduje". Ledwie wypowiedział te słowa, stanął przed nim diabeł zawsze jak wiadomo gotów na wszystko byle duszę człowieczą usidlić i zdobyć - zaoferował swe usługi: "Groblę Ci chętnie przez jezioro wybuduję pod warunkiem jednak, że duszę mi swą zapiszesz".
Pasterz jednak pożałował swych słów wypowiedzianych w gniewie, ofertę diabła odrzucił. Po powrocie do domu wieczorem, znużony, wkrótce udał się na spoczynek. Po kilku godzinach zjawił się przed nim znów diabeł ponawiając propozycję mając już przygotowany do podpisu cyrograf. Owczarz tłumaczył się brakiem pióra, lecz diabeł był na to przygotowany, na wykręt owczarza, że nie posiada atramentu też znalazł sposób. Wziął nóż i nożem utoczył kroplę krwi ze środkowego palca prawej ręki owczarza. Przyparty w ten sposób do muru owczarz szukał ratunku stawiając warunek by grobla została wybudowana w ciągu nocy z soboty na niedzielę, przed pierwszym pianiem koguta we wsi.
Owczarz sądził, że tak tytanicznej pracy w ciągu jednej nocy sam diabeł nie jest w stanie wykonać. Ten jednak, warunek przyjął po czym cyrograf został podpisany. Gdy rano owczarz obudził się, spotkanie z diabłem wydało mu się snem, lecz rana na palcu prawej ręki była faktem. O owej przygodzie nie omieszkał powiedzieć małżonce, z którą długo radził jakby tu diabła oszukać i duszę uratować.
Postanowili ukryć się nad brzegiem jeziora i obserwować diabła przy robocie. O północy usłyszeli najpierw hałas, szum jakby burza się zbliżała, wnet też zobaczyli diabła z fartuchem piasku, który wysypał do jeziora. Po upływie pół godziny diabeł pojawił się ponownie z transportem piasku i od tej chwili przybywał raz po raz. Z godziny na godzinę grobla rosła. Rankiem gdy brakowało mu już tylko jednego fartucha piasku, gdy już z radości kwiczał amator ludzkich dusz, usłyszał pianie koguta. Ze złością rzucił piasek do jeziora i znikł. Do niedawna wysepkę uformowaną przez diablą robotę nazywano "Śliwkową Wyspą". Owczarz duszę swą więc uratował. Zawdzięczał to jednak nie wcześniej zbudzonemu ze snu kogutowi. To jego małżonka spłoszyła diabła naśladując dokładnie pianie zwiastuna poranku.
Źródło: Chronik der Stadt Lippehne (str. 3-6)